# Amos Kendall

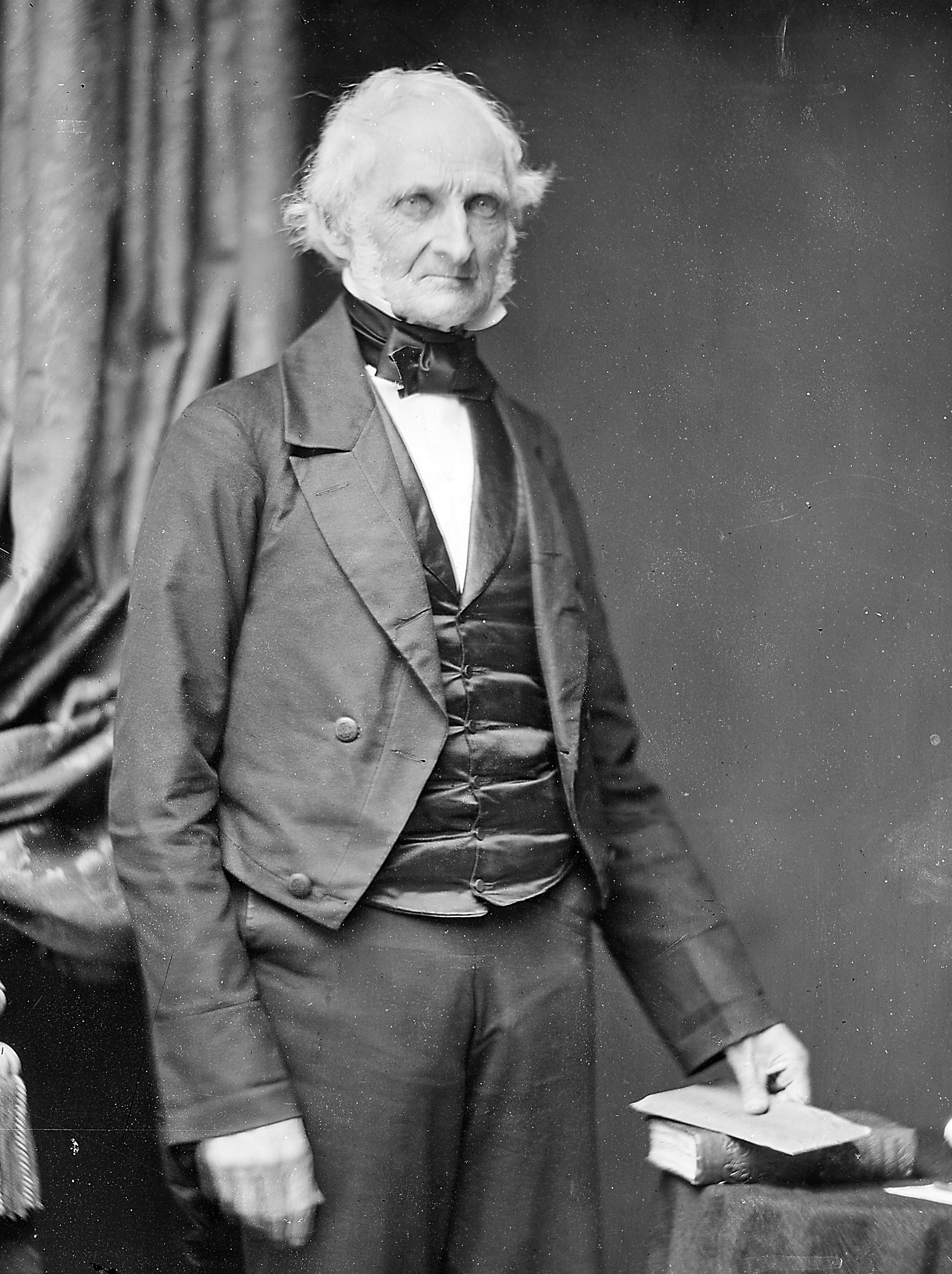
Amos Kendall

Amos Kendall (* 16. August 1789 in Dunstable, Middlesex County, Massachusetts; † 12. November 1869 in Washington, D.C.) war ein US-amerikanischer Politiker, der den Kabinetten der Präsidenten Andrew Jackson und Martin Van Buren als Postminister angehörte.
Nachdem er die Lawrence Academy, eine weiterführende Schule in Groton, bis 1807 besucht hatte, studierte Amos Kendall am Dartmouth College. Danach stieg er ins Zeitungsgeschäft ein: So war er Chefredakteur des Argus of Western America, des Organs progressiver Politiker in Kentucky, und des Washington Globe, welche die Politik der Jackson-Administration vertrat. Dabei arbeitete er eng mit dem Journalisten Francis Preston Blair zusammen.
Obwohl er der Demokratischen Partei von Andrew Jackson angehörte, pflegte Kendall auch Beziehungen zu Henry Clay, dem Whig-Parteiführer und politischen Feind Jacksons. Er unterrichtete Clays Kinder und wurde, als er lebensgefährlich erkrankt war, von dessen Ehefrau Lucretia gesundgepflegt.
Über das Amt des Postmaster General hinaus, das er 1835 als Nachfolger von William T. Barry übernahm, wird Amos Kendall von Historikern als intellektuelle Führungsperson der Jackson-Regierung angesehen. Besonderer Einfluss wird ihm im Hinblick auf die Umwandlung der Vereinigten Staaten von einer landwirtschaftlich dominierten Republik zu einem marktwirtschaftlich orientierten Staat zugeschrieben.
1840 schied Kendall aus der Regierung aus. Als Philanthrop trat er noch einmal 1857 hervor, als er in Washington eine Schule gründete, die später zur Gallaudet University für gehörlose und schwerhörige Studenten wurde.
Als Amos Kendall 1869 starb, war er das letzte noch lebende Mitglied der Kabinette von Andrew Jackson und Martin Van Buren. Nach ihm benannt sind das Kendall County in Illinois und die Stadt Kendall im Staat New York.